# Columella talgarica
Columella talgarica ist eine Schneckenart aus der Familie der Windelschnecken (Vertiginidae) und gehört zur Unterordnung der Landlungenschnecken (Stylommatophora). 

## Merkmale
Das linksgewundene Gehäuse ist 3,6 mm hoch und 1,7 mm breit. Es besitzt sieben nur wenig gewölbte Windungen. Die letzte Windung nimmt nicht stärker zu als die vorigen Windungen. Das Gehäuse ist nahezu zylindrisch mit einem konisch zulaufenden Apex. Das embryonale Gehäuse, etwa die ersten 1,5 Windungen, ist glatt. Die folgenden Windungen weisen schwache, unregelmäßige Rippchen auf, die auf den ersten Windungen dichter stehen, als auf den unteren Windungen. Die Mündung steht schräg zur Windungsachse und besitzt einen dünnen Mündungsrand. Dieser ist lediglich am Spindelrand etwas erweitert und umgeschlagen. Der Nabel ist punktförmig und offen. 

## Ähnliche Arten
Columella talgarica unterscheidet sich von allen anderen Arten der Gattung Columella durch das linksgewundene Gehäuse. Es ähnelt etwas im Umriss dem Gehäuse von Columella acicularis Almuhambetova, 1979, unterscheidet sich aber durch die deutlichen Rippchen. Columella intermedia besitzt ebenfalls deutliche Rippchen, bei dieser Art ist das Gehäuse aber mehr zylindrisch und die Umgänge sind stärker gewölbt.

## Geographische Verbreitung und Taxonomie
Die Art wurde erst 2010 von A. A. Schileyko und T. S. Rymzhanov beschrieben und ist bisher nur von der Typlokalität in der Nähe von Talgar in Kasachstan bekannt.